# Rhododendron saxatile
Rhododendron saxatile är en ljungväxtart som beskrevs av Bing Yang Ding och Y.Y. Fang. Rhododendron saxatile ingår i släktet rododendron, och familjen ljungväxter. Inga underarter finns listade i Catalogue of Life.